# Cueva de los Gentiles
La cueva de los Gentiles es una gruta situada en el término municipal alavés de Aspárrena, entre las localidades de Ilárduya y Eguino.

## Descripción
La cueva, localizada en la sierra de Alzania, está a caballo entre Ilárduya y Eguino. Aparece descrita en el séptimo volumen del Diccionario geográfico-estadístico-histórico de España y sus posesiones de Ultramar de Pascual Madoz, en el epígrafe referidao al segundo de esos lugares, de la siguiente manera:

[...] entre este pueblo é Ilarduya hay una peña horadada conocida vulgarmente por la Cueva de los Gentiles en cuya entrada se observan muchos huesos de animales mezclados con otros de personas: á 30 pies de la entrada existe un hermoso aljibe de sólida construccion con un arco de mamposteria: en el pie de la peña se conocen vestigios de murallas y sepulturas de piedra y en lo interior restos humanos, todo lo que da á entender, que en lo antiguo fué habitada esta gruta.
(Madoz, 1847, p. 448)

En el tomo de la Geografía general del País Vasco-Navarro dedicado a Álava y coordinado por Vicente Vera y López, se describen tanto la cueva como las inmediaciones en palabras de Luis Heintz Loll:

La Cueva de los Gentiles.―Otra legua de camino, y, á media hora de Ilarduya divisamos un enorme picacho, algo separado del macizo de la sierra. Allí nos señaló el guía la Cueva de los Gentiles. Lo primero que llama la atención es una muralla de fábrica humana y de aspecto antiquísimo, que cierra en parte la angostura entre el picacho y el monte. Al lado de esta muralla, una empinada senda permite trepar hasta un repecho, y pasado éste, se yergue á cinco pasos una roca vertical de 3 m. que domina un abismo de otros 20 á 30. Nos miramos asustados. ¿Cómo sin escala subir por esta peña, y más aun, cómo bajar á la vista del horroroso despeñadero? En dos brincos el guía ya se ha encaramado á lo alto, y allí le seguimos, no sin antes descalzarnos para trepar mejor. El hallazgo valía realmente este trabajo.

En efecto, se nos presenta una bóveda de 2 á 3 m. de altura, natural sin duda en un principio, pero agrandada luego por un cincel humano. Debajo se extiende una amplia plazoleta circular, de 16 m. de diámetro, y en el fondo un pocito de 2 m. de profundidad, cubierta con una bovedilla de barro cocido muy duro, y en parte derrumbada. Removiendo el suelo, aparecen á cada azadonazo 3 ó 4 huesos de diferentes animales, trozos de cerámica, etc., envueltos entre cenizas y tierra desmenuzada. Lo que más desconcierta es la extraordinaria abundancia de animales, en un sitio absolutamente inabordable, y la ausencia de todo hueso humano. ¿Qué interés podía tener un hombre en quemarlo y enterrarlos allí?
(Heintz Loll, 1915-1921, pp. 63-64)